# 天外天 (電影)
《天外天》（英語：Outland）是一部1981年上映的科幻片，由彼得·海姆斯自編自導，肖恩·康纳利主演。劇情設定在木卫一的採礦基地，該基地發生幾起礦工死亡事件，剛上任的警長（康纳利飾演）決定深入調查。本片由The Ladd Company出品，在英國的松林制片厂拍攝。

## 劇情大綱
本片的劇情發生在木卫一的採礦基地肯氏Am 27（Con-Am 27），該基地主要開採钛。基地裡有兩千多名人員，人員任期為一年，補給船造訪頻率是每周一次。擁有採礦基地的公司為了使利益最大化，人員的生活和工作環境都很辛苦惡劣，不過產量也創下新高。
基地的維安負責人是聯邦地區警長等級的人物。現任警長歐尼爾剛上任不久，其妻子卡洛無法忍受讓兒子保羅在基地生活，母子倆跑去木星的太空站並準備返回地球。與此同時發生幾起礦工的死亡事件，有一起是產生幻覺，另一起則是在不穿太空裝的情況下到外太空。有一名礦工塞根挾持妓女為人質，歐尼爾嘗試談判，但副手曼托將塞根射殺。
基地的慣例是屍體會直接被拋棄，但歐尼爾選擇請基地的醫生拉薩雷調查塞根的屍體。兩人在屍體上發現毒品安非他命的跡象，推斷該藥物被公司用來增強工人產能，但數月後可能會出現精神疾病。歐尼爾調查後判斷基地的經理夏柏與毒品流通有關，曼托也被買通。歐尼爾逮捕一名販毒手下Spota，但Spota和曼托都被人滅口。歐尼爾攔截了一批補給船送來的毒品並將之銷毀，夏柏得知毒品被毀，要求毒品供應商派職業殺手到基地上殺掉歐尼爾。歐尼爾藉由監視通訊系統得知該事，準備應對殺手，但是基地上沒有警員願意協助，只有拉薩雷肯幫他。卡洛來電給歐尼爾，央求他和他們一起回地球，但歐尼爾表示要等到自己辦完事情。
兩名殺手隨著下一次補給船抵達基地，拉薩雷將其中一員引誘至通道，在基地外頭的歐尼爾引爆炸彈使通道被毀，殺死殺手。另一名殺手追著歐尼爾到溫室，歐尼爾引誘殺手開槍，打破外壁，殺手在氧氣外泄的情況下死亡。被夏柏收買的警員Ballard襲擊歐尼爾，兩人穿著太空裝扭打，歐尼爾將對方的氧氣管拔除並推下去。回到基地後，歐尼爾在眾人面前給夏柏一拳，宣告夏柏的失敗，隨後前往太空站，準備和妻小一同回地球。

## 登場人物
註：順序以片尾名單為準，角色的中文譯名主要取自3區DVD的中文字幕
- 肖恩·康纳利飾演歐尼爾（O'Niel）警長：基地的新警長。
- Peter Boyle（英语：Peter Boyle）飾演夏柏（Sheppard）：基地的總經理。
- Frances Sternhagen（英语：Frances Sternhagen）飾演拉薩雷（Lazarus）：基地的醫療人員。
- James Sikking（英语：James Sikking）飾演曼托（Montone）警佐
- Kika Markham（英语：Kika Markham）飾演卡洛（Carol）：歐尼爾的妻子
- 克拉克·彼得斯飾演Ballard警佐
- Steven Berkoff（英语：Steven Berkoff）飾演塞根（Sagan）
- 约翰·拉岑贝格尔飾演泰羅（Tarlow）：礦工，因為看到蜘蛛的幻覺而死於意外。
- Nicholas Barnes（英语：Nicholas Barnes）飾演保羅·歐尼爾（Paul O'Niel）：歐尼爾的兒子，暱稱「保利」（Paulie）
- Manning Redwood飾演羅爾（Lowell）警員
- Pat Starr飾演佛洛·史貝克特（Flo Spector）
- Hal Galili飾演尼爾遜（Nelson）警員
- Angus MacInnes（英语：Angus MacInnes）飾演Hughes警員
- Stuart Milligan（英语：Stuart Milligan）飾演Walters警員
- Eugene Lipinski（英语：Eugene Lipinski）飾演肯（Cane）：礦工，自行在不穿太空衣的情況下進入太空。
- Norman Chancer飾演史賴得（Slater）警員
- Ron Travis飾演范寧（Fanning）警員
- Anni Domingo（英语：Anni Domingo）飾演Morton警員
- Bill Bailey（英语：Bill Bailey (American actor)）飾演Hill警員
- Marc Boyle飾演Nicholas Spota
- Richard Hammatt飾演Russel Yario
- James Berwick飾演Rudd
- Sharon Duce（英语：Sharon Duce）飾演被襲擊的妓女
- P. H. Moriarty（英语：P. H. Moriarty）與Doug Robinson飾演殺手
- 安淇莉克·罗卡斯飾演女維修員

## 外部連結
- 互联网电影数据库（IMDb）上《Outland》的资料（英文）
- 爛番茄上《天外天》的資料（英文）
- AllMovie上《天外天》的资料（英文）
- Box Office Mojo上《天外天》的資料（英文）